# Povoação Velha
Povoação Velha (crioll capverdià Povoason Bédja) és una vila al sud-oest de l'illa de Boa Vista a l'arxipèlag de Cap Verd. Es troba a 16 kilòmetres de Sal Rei i a 15 kilòmetres a l'est del poblat deshabitat de Curral Velho.

## Geografia
Es troba als peus d'una muntanya coneguda com a Rocha Estância (348 metres), més concretament a la seva base occidental. La platja de sorra Praia de Santa Mónica s'estén al sud de la localitat. Edificis destacats són la Capella de Santo António construïda en 1800, l'església de Nossa Senhora da Conceição i Praceta de Santo António al centre. Hi ha un centre de salut a la vila.

## Història
La comunitat és l'assentament més antic de l'illa (d'aquí el nom, el nom de pila era Povoação da Boa Vista) i data de finals del segle xvi, i havia tingut una població de 1.500 habitants i durant molts anys fou l'únic assentament a l'illa. Fins a 1810 fou la capital de l'illa. La capital fou traslladada a Rabil per la seva producció de paper i més tard a Sal Rei per a la seva explotació i producció de sal. El cens de 2010 registrava 309 habitants.
L'Huracà Fred va assotar l'illa de Boa Vista en 2015 i va afectar la vila fent malbé 50 cases, gairebé elt 70%, predominantment danys mínims que costaren 3 milions d'escuts (valor en 2015: US$30,000).

## Galeria

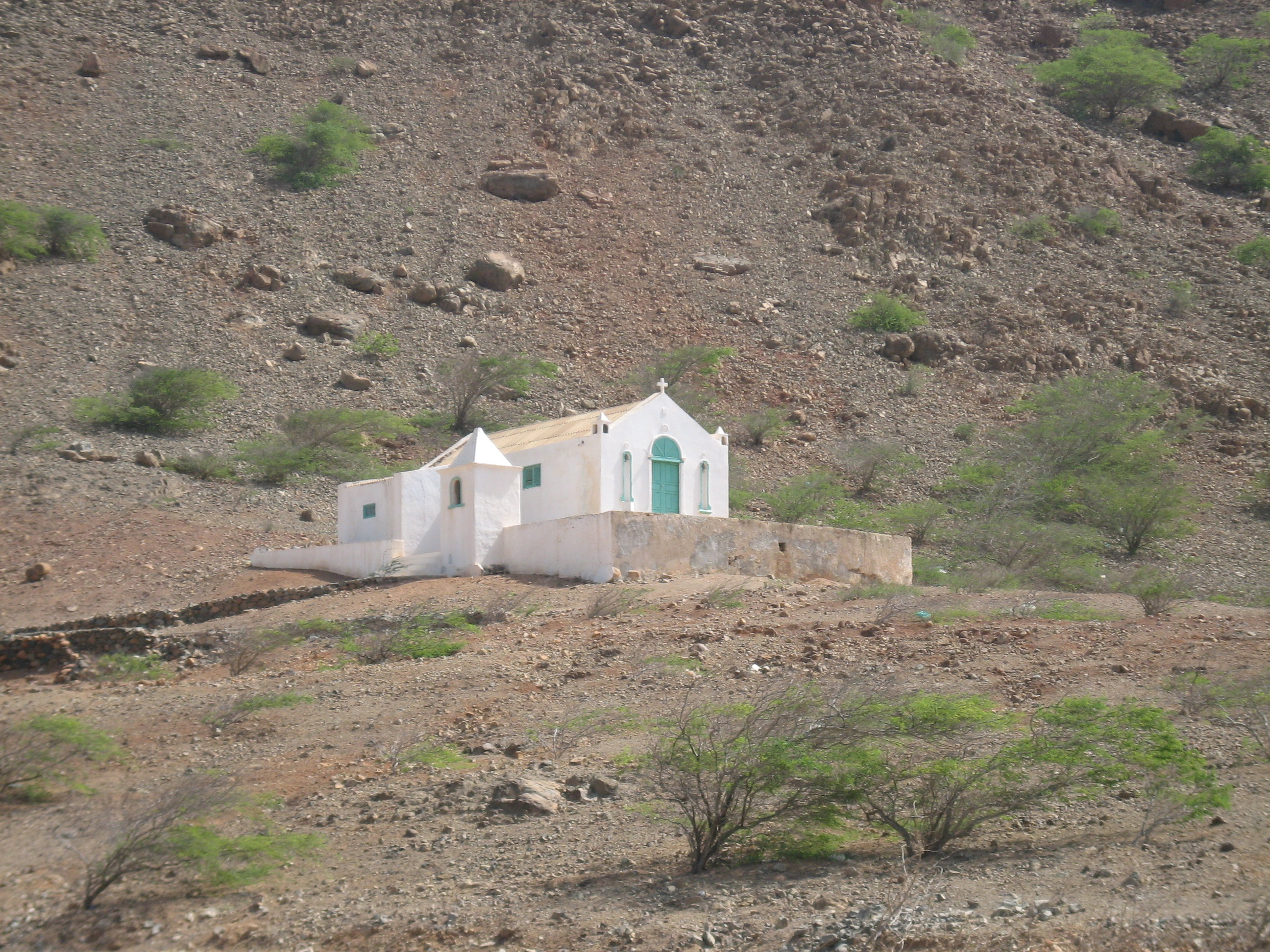
Nossa Senhora da Conceição
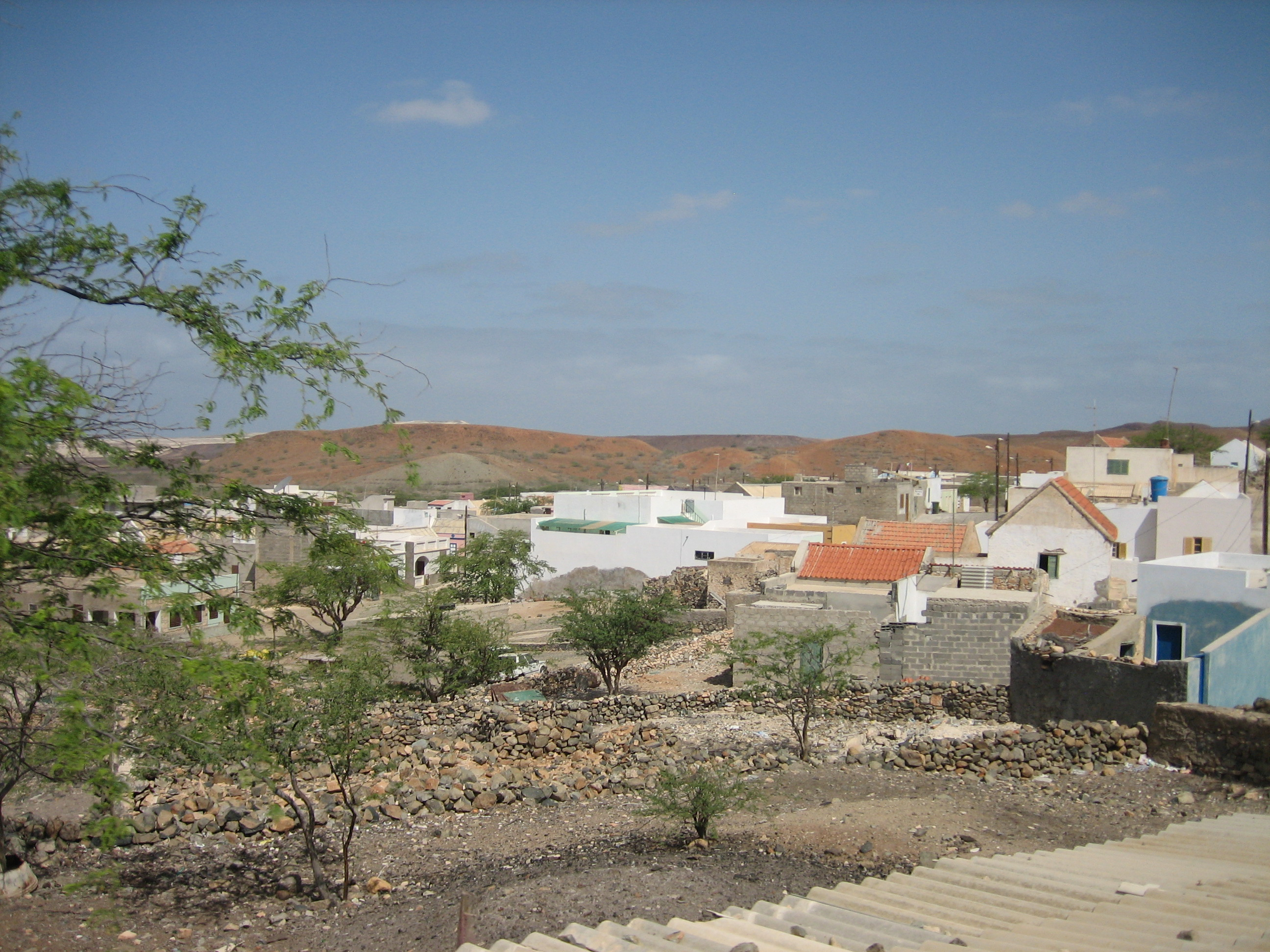
Vista de la vila
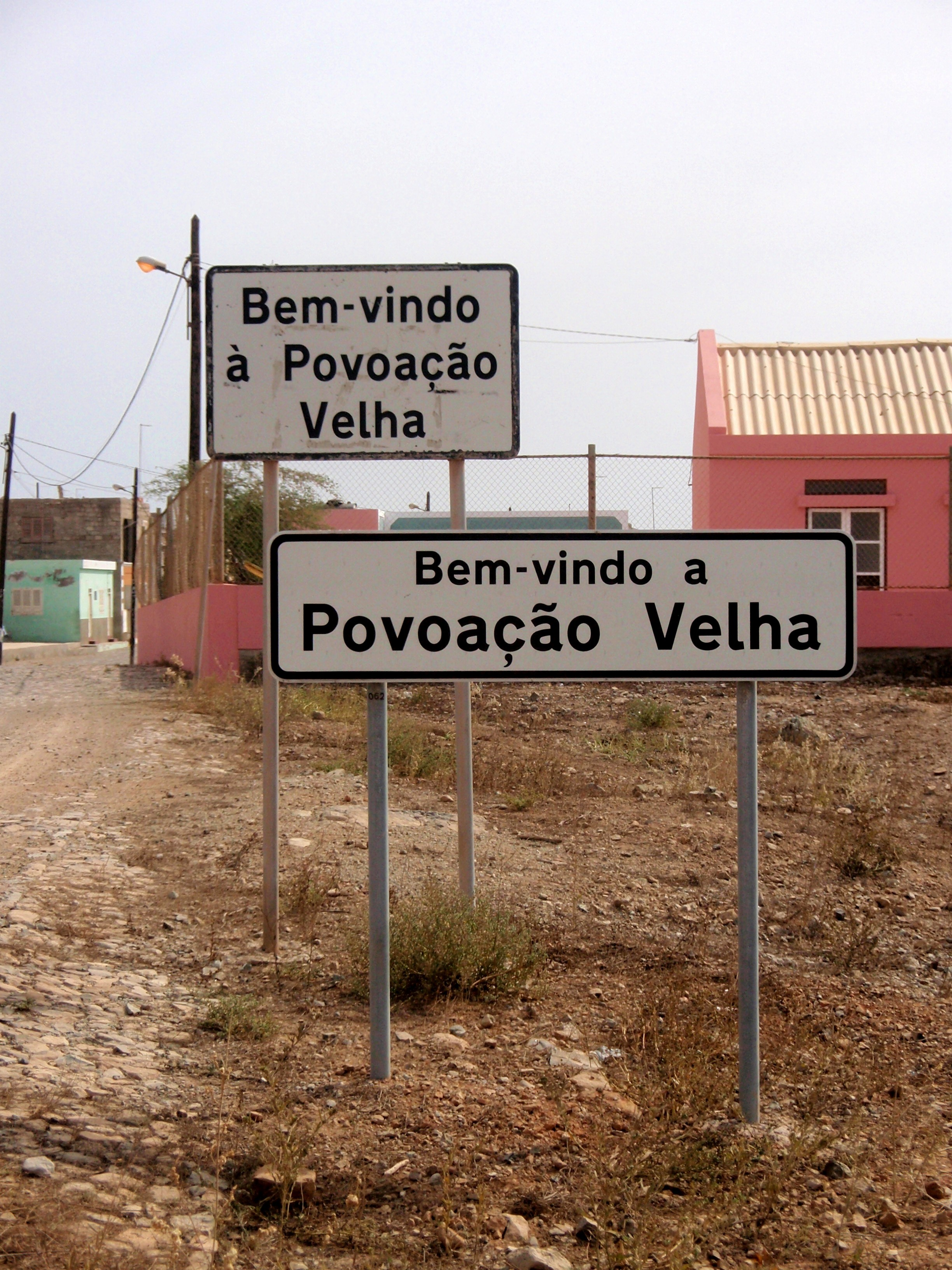
Senyalització de Povoação Velha